# Mickey Hardt

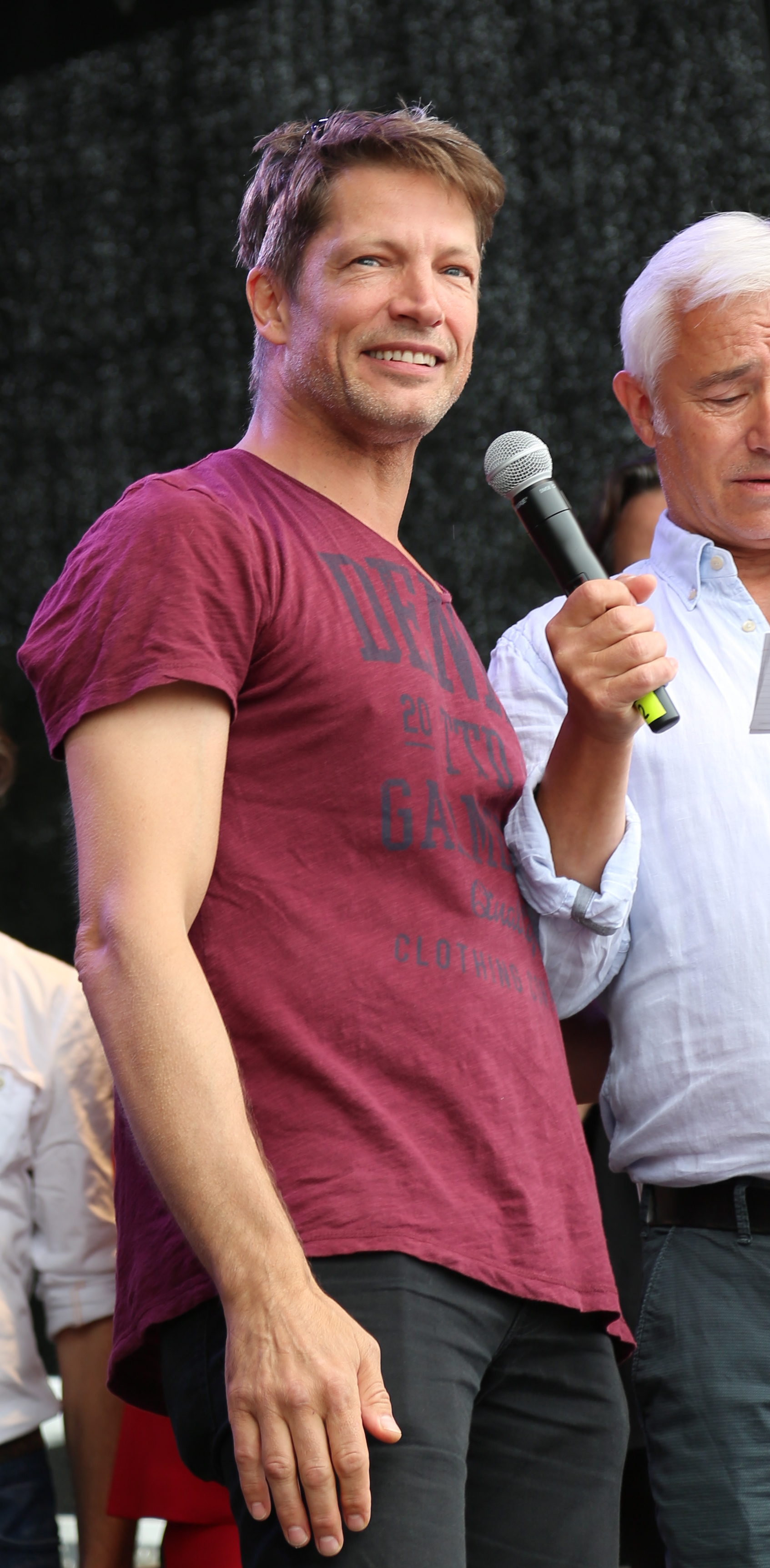
Mickey Hardt, 2017

Mickey Hardt (* 27. März 1969 in Sorengo, Schweiz) ist ein luxemburgisches männliches Model und Schauspieler.

## Biografie
Hardt war nach seinem Studium 1994 als Model tätig. Seitdem arbeitete er international unter anderem für Armani, Kenzo, Montana und Versace.
Auf der Berlinale 2001 wurde er mit dem europäischen Filmpreis Shooting Star ausgezeichnet. Hardt wurde 2007, 2009 und 2011 deutscher Meister im Savate in der Gewichtsklasse bis 75 kg, im Taekwondo ist er Inhaber des 2. Dan.

Hardt war zudem in diversen Werbespots zu sehen (unter anderem HUK-Coburg, Deutsche Bahn).
Im Februar 2010 spielte er in der Telenovela Alisa – Folge deinem Herzen die Rolle des Stefan Faber. Nach der Titeländerung auf Hanna – Folge deinem Herzen mit neuer Hauptdarstellerin ab Folge 241 war er in der Telenovela bis September 2010 weiterhin in derselben Rolle zu sehen. 2011 war er in der RTL-Soap Alles was zählt als Eiskunstlauftrainer David Meyerhoff zu sehen. Von 2014 bis 2015 spielte er in der Seifenoper Verbotene Liebe die Rolle des Dr. Jo Helmke. Von Ende Mai 2016 bis Mitte April 2017 verkörperte er in der 13. Staffel Rote Rosen die männliche Hauptrolle des Feuerwehrmanns Mathis Segert.
Hardt spricht sechs Sprachen (Luxemburgisch, Französisch, Deutsch, Englisch, Italienisch und Niederländisch). Seine großen Hobbys sind Kampfsport und die Musik. Er spielt  Klavier, Gitarre, Keyboard und Schlagzeug. Bis 2016 spielte er in der Indie-Rock-Band The Dead Lovers mit.

## Filmografie (Auswahl)
- 1999: Der Puma – Kämpfer mit Herz (Fernsehserie, neun Folgen)
- 2001: S.O.S. Barracuda – Der Mädchenjäger
- 2001: SK Kölsch (Fernsehserie, Folge 2x05)
- 2001: Nachtfalter
- 2002: Berlin, Berlin (Fernsehserie, Folge 1x13)
- 2002: Der Duft des Geldes
- 2002: Wolffs Revier (Fernsehserie, Folge 10x08)
- 2003: Chin gei bin
- 2003: Ein Mörderisches Spiel
- 2003: Flyer
- 2004: Das Unbezähmbare Herz
- 2004: SOKO Leipzig (Fernsehserie, Folge 4x17)
- 2004: Max Havoc: Curse of the Dragon
- 2004: Sabine! (Fernsehserie, 13 Folgen)
- 2005: Eine Prinzessin zum Verlieben
- 2005, 2008: SOKO Wismar (Fernsehserie, Folgen 1x18, 4x20)
- 2006: Max Havoc: Ring of Fire
- 2006: Im Namen der Braut
- 2007, 2011: Küstenwache (Fernsehserie, Folgen 10x13, 15x04)
- 2007: Ich leih’ mir eine Familie
- 2007, 2011: SOKO München (Fernsehserie, Folgen 32x09, 37x10)
- 2007: Die Rosenheim-Cops (Fernsehserie, Folge 7x07)
- 2008: Die Deutschen – Heinrich und der Papst
- 2008: Rosamunde Pilcher – Melodie der Liebe
- 2008: Evet, ich will!
- 2009: SOKO Wien (Fernsehserie, Folge 4x14)
- 2009: In aller Freundschaft (Fernsehserie, Folge 11x26)
- 2009: SOKO Kitzbühel (Fernsehserie, Folge 8x09)
- 2009: Notruf Hafenkante (Fernsehserie, Folge 4x12)
- 2010: Hanna – Folge deinem Herzen (zuvor Alisa – Folge deinem Herzen, Telenovela, 140 Folgen)
- 2011: Alles was zählt (Soap, 24 Folgen)
- 2011: Der letzte Bulle (Fernsehserie, Folge 2x02)
- 2011–2012: Allein gegen die Zeit (Fernsehserie, 7 Folgen)
- 2012: Schutzengel
- 2013: Air Force One Is Down (Zweiteiler)
- 2013: Schimanski: Loverboy
- 2014–2015: Verbotene Liebe (Soap, 51 Folgen)
- 2014: Die Schöne und das Biest (La belle et la bête)
- 2014: Grenzenlos
- 2014: Die Räuber/Les Brigands
- 2015: 5 Frauen
- 2016–2017: Rote Rosen
- 2017: The Family who hid in the Cellar
- 2019: Der Bulle und das Biest (Fernsehserie, Folge 1x4)